# الجبهة الوطنية للتغيير
الجبهة الوطنية للتغيير (بالفرنسية: Front Patriotique pour le Changement)‏، هي حزب سياسي في بوركينا فاسو. في الانتخابات التشريعية التي أنعقدت في 5 مايو 2002، فاز الحزب بنسبة 0.5٪ من الأصوات الشعبية وحصل على مقعد واحد من أصل 111 مقعدًا في الجمعية الوطنية.